# Universelle Wahrscheinlichkeitsschranke
Eine Universelle Wahrscheinlichkeitsschranke ist ein angenommener Wert, unterhalb dessen die Wahrscheinlichkeit eines zufälligen Ereignisses so gering ist, dass man es als praktisch unmöglich einordnen kann. Er wird in der Wissenschaft nicht verwendet und daher der Pseudowissenschaft zugeordnet.

## Definition und Herleitung
Émile Borel formulierte den Gedanken im Rahmen von Überlegungen zur statistischen Mechanik so: Phänomene von sehr geringer Wahrscheinlichkeit treten nicht auf. (Borel 1943). Als konkreten Zahlenwert gab Borel {\displaystyle 10^{-50}} an. Seine Begründung fußt auf Überlegungen zur Anzahl der Sterne im bekannten Universum und zur Zahl an Beobachtungen, die von irdischen Beobachtern jemals gemacht werden können. Ein Ereignis mit der Wahrscheinlichkeit von {\displaystyle 10^{-50}}, so Borel, „wird daher niemals eintreten, oder zumindest niemals beobachtet werden.“
Der umstrittene Theologe William A. Dembski verwendet das Konzept in seinen Überlegungen zur Entstehung spezifizierter Komplexität durch ungerichtete natürliche Prozesse. Er kritisiert (Dembski 1998) Borels Definition. Als Zahlenwert gibt er eine Schranke von {\displaystyle 10^{-150}} an, unterhalb derer spezifiziert komplexe Ereignisse so unwahrscheinlich sind, dass sie nur durch das Mitwirken von Intelligenz eintreten können. Dembskis Wert ist die Abschätzung einer oberen Schranke für die Zahl der physikalischen Ereignisse, die seit dem Urknall stattgefunden haben können, und kommt wie folgt zustande:
{\displaystyle 10^{80}}, die Anzahl der Elementarteilchen im beobachtbaren Universum

{\displaystyle 10^{45}}, die maximale Zahl von physikalischen Zustandsübergängen in der Sekunde (d. h. das Inverse der Planckzeit)
{\displaystyle 10^{25}}, das typische geschätzte Alter des Universums in Sekunden, um einen Sicherheitsfaktor von einer Milliarde gestreckt.
{\displaystyle 10^{80}\cdot 10^{45}\cdot 10^{25}=10^{150}}.
Dembski hat 2005 seine Definition aufgrund von quantenkosmologischen Arbeiten des Physikers Seth Lloyd wie folgt revidiert:
- Eine obere Schranke der Informationsverarbeitungskapazität des Universums: {\displaystyle 10^{120}} logische Operationen auf einem Register von {\displaystyle 10^{90}} Bit.
- Die (veränderliche) deskriptive Komplexität des betrachteten Ereignisses.

Wenn man für letztere Größe {\displaystyle 10^{30}} einsetzt, entspricht die Universelle Wahrscheinlichkeitsschranke dem ursprünglich angenommenen Wert von {\displaystyle 10^{150}}.

## Kritik
Der vorgeblich mathematische Begriff der Universellen Wahrscheinlichkeitsschranke wird tatsächlich nur von Vertretern der Intelligent-Design-Bewegung verwendet. Ziel der Argumentation ist der „Beweis“ der Unmöglichkeit der natürlichen Evolution. Die Befürworter der Universellen Wahrscheinlichkeitsschranke gehen dabei aber von der Annahme aus, Evolution bestehe nur aus Zufall (was kein Evolutionsbiologe behauptet), und „berechnen“ die (in der Tat astronomisch geringe) Unwahrscheinlichkeit des zufälligen Entstehens der Artenvielfalt aus dem Nichts.
Abgesehen von dieser Prämisse ist aber sogar die Behauptung Was hinreichend unwahrscheinlich ist, ist unmöglich durch eine schlichte Reductio ad absurdum leicht widerlegbar:
- Die Wahrscheinlichkeit eines Sechsers im Lotto beträgt etwa 1 zu 13.000.000, Superzahl und sonstige Extras mal außer Acht gelassen. Zwecks einfacheren Rechnens gehen wir von 10−6 aus.
- Jährlich werden (mindestens) 52-mal die Lottozahlen gezogen, es ergibt sich also eine Zahlenfolge aus 312 einzelnen Zahlen, sozusagen eine Jahreslottozahl.
- Die Wahrscheinlichkeit, dass eine bestimmte „Jahreslottozahl“ auftritt, beträgt 10−6·52 = 10−312. Gemäß der oben dargestellten Überlegungen ist dieses Ereignis also so unwahrscheinlich, dass es unmöglich ist.
- Betrachten wir nun beispielhaft die „Jahreslottozahl“ eines beliebigen Jahres, so ist unbestreitbar, dass es ex ante sehr unwahrscheinlich war, dass diese konkrete Zahlenfolge eintritt. Trotzdem ist genau dies passiert. Es ist natürlich sehr unwahrscheinlich, dass genau diese Zahlenfolge auftritt, aber es ist nicht unmöglich.

Ironischerweise funktioniert der gedankliche Ansatz der Universellen Wahrscheinlichkeitsschranke höchstens dann, wenn man davon ausgeht, dass irgendjemand oder -etwas alle denkbaren Permutationen durchprobiert. Mit diesem Konstrukt kann man daher allenfalls glaubhaft machen, dass es jedenfalls keinen „unintelligenten Designer“ gibt, denn der hätte es durch bloßes Rumprobieren vermutlich nicht geschafft, in der bisher verstrichenen Zeit dieses Universum hervorzubringen.